# Crystal Chow
Crystal Chow Ching, (周澄; 週澂; Zhōu Chéng), född 13 september 1986 i Brittiska Hongkong, är en journalist och före detta Hongkong-aktivist.

## Biografi
Chow är dotter till filmregissören och manusförfattare Ivy Ho. Hon gick i skola i den prokinesiska Pui Kiu Middle School. Vid Kinesiska universitetet i Hongkong (CUHK) studerade hon sedan kulturvetenskap och blev medlem i Hong Kong Alliance in Support of Patriotic Democratic Movements in China. Hon ställde upp i Hongkong-valet 2004 med ett prodemokratiskt budskap.
Chow var vice ordförande i studentföreningen vid Kinesiska universitetet i Hong Kong mellan 2008 och 2009 och generalsekreterare för Hong Kong Federation of Students mellan 2009 och 2010. 2010 ställde hon upp i Hongkongvalet, som kandidat för Tertiary 2012, som stödde Five Constituencies Referendum i valet, sedan rådsmännen för alla fem valkretsarna i Hongkong avgått. Hon blev känd genom Five Constituencies Referendum, som lanserades av det socialistiska LSD (League of Social Democrats) och det liberala Civic Party. Chow bildade tillsammans med andra studenter Tertiary 2012 för att förhindra att någon valdes utan motkandidat. Chow ställde upp i valkretsen New Territories East mot LSD-kandidaten Leung Kwok-hung och fick 17 260 röster, vilket motsvarade 11 procent av det totala antalet röster och det högsta röstetalet bland Tertiary 2012s kandidater.
Chow har vunnit priser som journalist och har (2019) nästan 8 års erfarenhet av att täcka Sydostasiens affärsliv, globala miljö och utvecklingsfrågor för olika kinesiskspråkiga media. Hon har arbetat för bland annat Stand News som reporter i vetenskaps- och miljöfrågor och för Initium Media som internationell reporter.
Chow skriver om klimatförändringen och om trafficking i Filippinerna såväl som om jämställdhetsfrågor. Hon har en mastersexamen i energi- och klimatfrågor från SOAS, University of London. 2019 vann hon Asian Environmental Journalism Awards för sin transnationella undersökning om smugglingen av havsöron från Sydafrika till Kina.